# Lion Philips
Lion Philips (29 de octubre de 1794 - 28 de diciembre de 1866) fue un comerciante de tabaco neerlandés de origen judío. Fue el abuelo de Gerard y Anton Philips, ambos fundadores de Philips Electronics, y fue un importante apoyo financiero de Karl Marx.

## Biografía

### Primeros años y familia

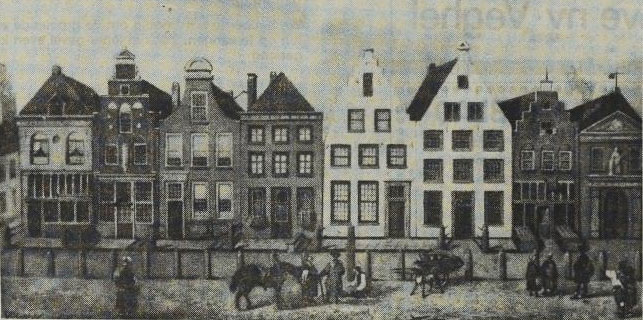
La plaza del mercado de Zaltbommel alrededor de 1850. La cuarta casa a la derecha es la casa de Lion Philips.

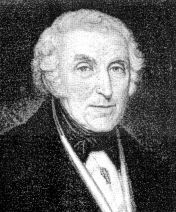
Retrato de Benjamin Philips, padre de Lion Philips.

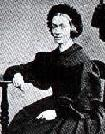
Retrato de Sophie Pressburg, esposa de Lion Philips.

Lion Philips nació en Zaltbommel, Países Bajos. Sus padres fueron Benjamin Philips y Lea Hartog, quienes se mudaron allí desde Veenendaal. Era el mayor de nueve hijos; siete niños y dos niñas. Entre sus hermanos, solo él eligió quedarse en Zaltbommel; los otros se esparcieron por todo el mundo para beneficiar sus negocios. 
Lion se casó con Sophie Pressburg de Nijmegen. La hermana de Sophie, Henriëtte, se casó con el abogado Heinrich Marx y fue la madre de Karl Marx. Sophie y Lion tuvieron nueve hijos, incluido August Philips, abogado y decano del Colegio de Abogados de Ámsterdam; y el banquero Frederik Philips quien, junto con su hijo Gerard Philips, estableció la Philips Electronics Company, la primera compañía neerlandesa de luz incandescente, en 1891. El hermano menor de Gerard, Anton, unió a la compañía en 1912.

### Carrera
En 1815, Lion y un socio, Gerlacus Ribbius Peletier, iniciaron una compañía de tabaco, "The Unicorn". Los sucesores de esta empresa permanecieron activos en el comercio del tabaco hasta la segunda mitad del siglo XX. Además de comerciar tabaco, Philips persiguió otros negocios, incluido una fábrica de mantas, que luego se incendió. En el momento de su muerte en 1866, su capital se estimó en alrededor de 189.000 NLG.

### Religión
La familia Philips era de origen judío. Lion Philips y su padre Benjamin se unieron a la Iglesia reformada neerlandesa el 1 de febrero de 1826 con sus respectivas familias. La plena emancipación judía se había implementado en los Países Bajos desde 1796, eliminando el comercio y otros obstáculos a la fe.

## Karl Marx
Marx y Philips tenían una relación cercana; Marx permaneció regularmente con la familia Philips en Nijmegen y luego en Zaltbommel. Se conocen siete cartas a Marx y siete a Philips. Estas cartas cubren temas que van desde la Guerra Civil Americana hasta la invención de la electricidad. Una de las principales razones de la fuerte participación fue el dinero. Philips fue el principal financiador de Marx y el mediador comercial entre él y Henriëtte Pressburg. Esto era necesario, porque la relación entre Marx y su madre era pérfida, Marx escribió: "Me he peleado con mi familia y, mientras viva mi madre, no tengo derecho a mi herencia". Como resultado, Philips otorgó subsidios a Marx, primero por el legado de Heinrich Marx, luego como avances en el legado de Henriëtte. 
Después de la muerte de Henriëtte en 1863, Lion, quien fue nombrado uno de sus ejecutores, pagó lo que quedó después de la herencia de Karl: 7.000 florines, una suma considerable. Además, Philips ocasionalmente ofrecía extras: "Inicialmente le extorsioné £160 libras a mi tío para que pudiéramos pagar la mayoría de nuestras deudas", escribe Marx a Friedrich Engels el 7 de mayo de 1861.     
Marx encontró 'un hogar hospitalario' con Lion Philips y su familia. Además, fue capaz de "llevar a cabo discusiones intelectuales con ubicuistas liberales y de mente abierta."